# Trädporella
Trädporella (Porella platyphylla) är en bladmossart som först beskrevs av Carl von Linné, och fick sitt nu gällande namn av Louis Ludwig Karl Georg Pfeiffer. Trädporella ingår i släktet porellor, och familjen Porellaceae. Enligt den finländska rödlistan är arten nära hotad i Finland. Arten är reproducerande i Sverige. Artens livsmiljö är andra skuggiga klippor. Inga underarter finns listade i Catalogue of Life.

## Bildgalleri

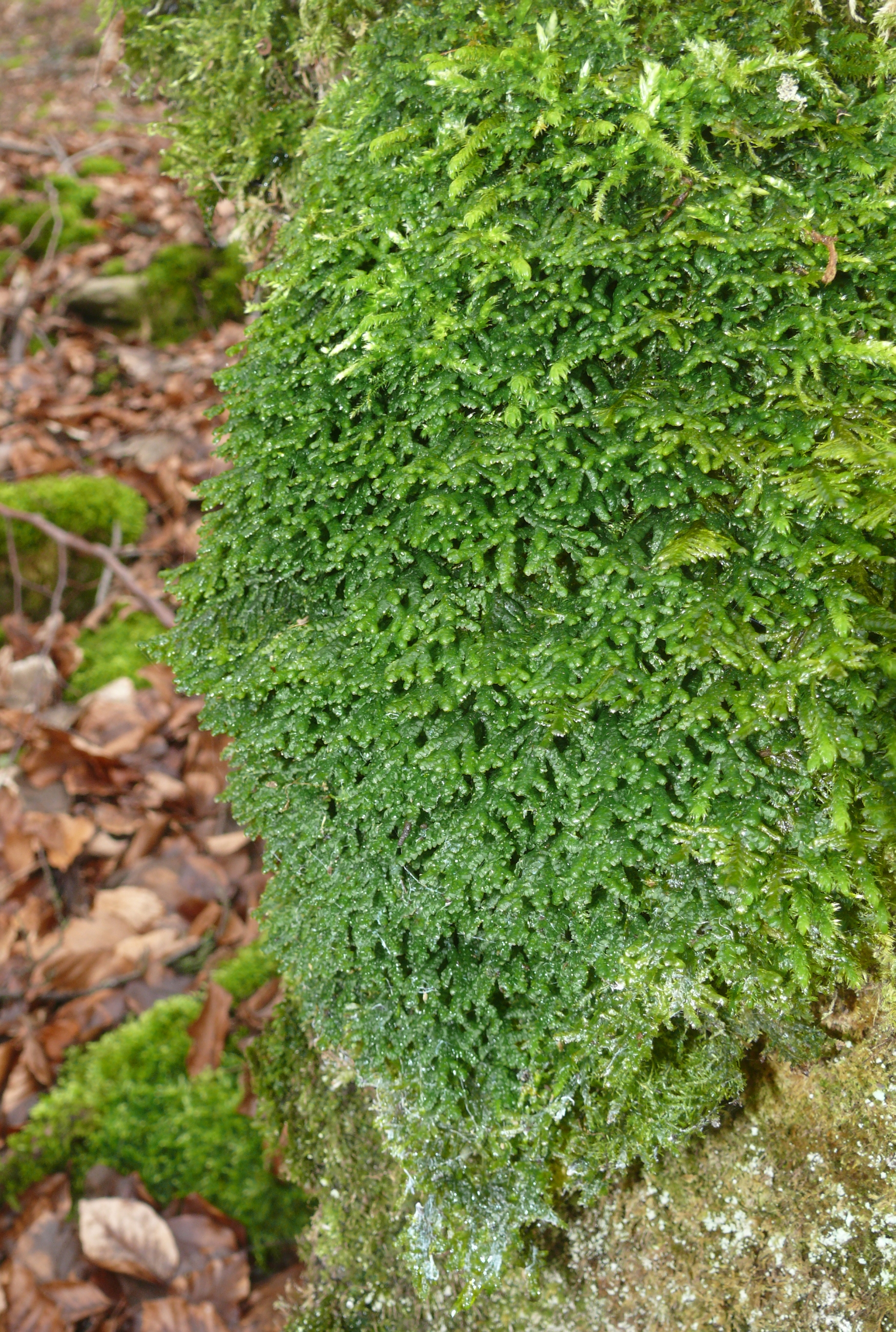
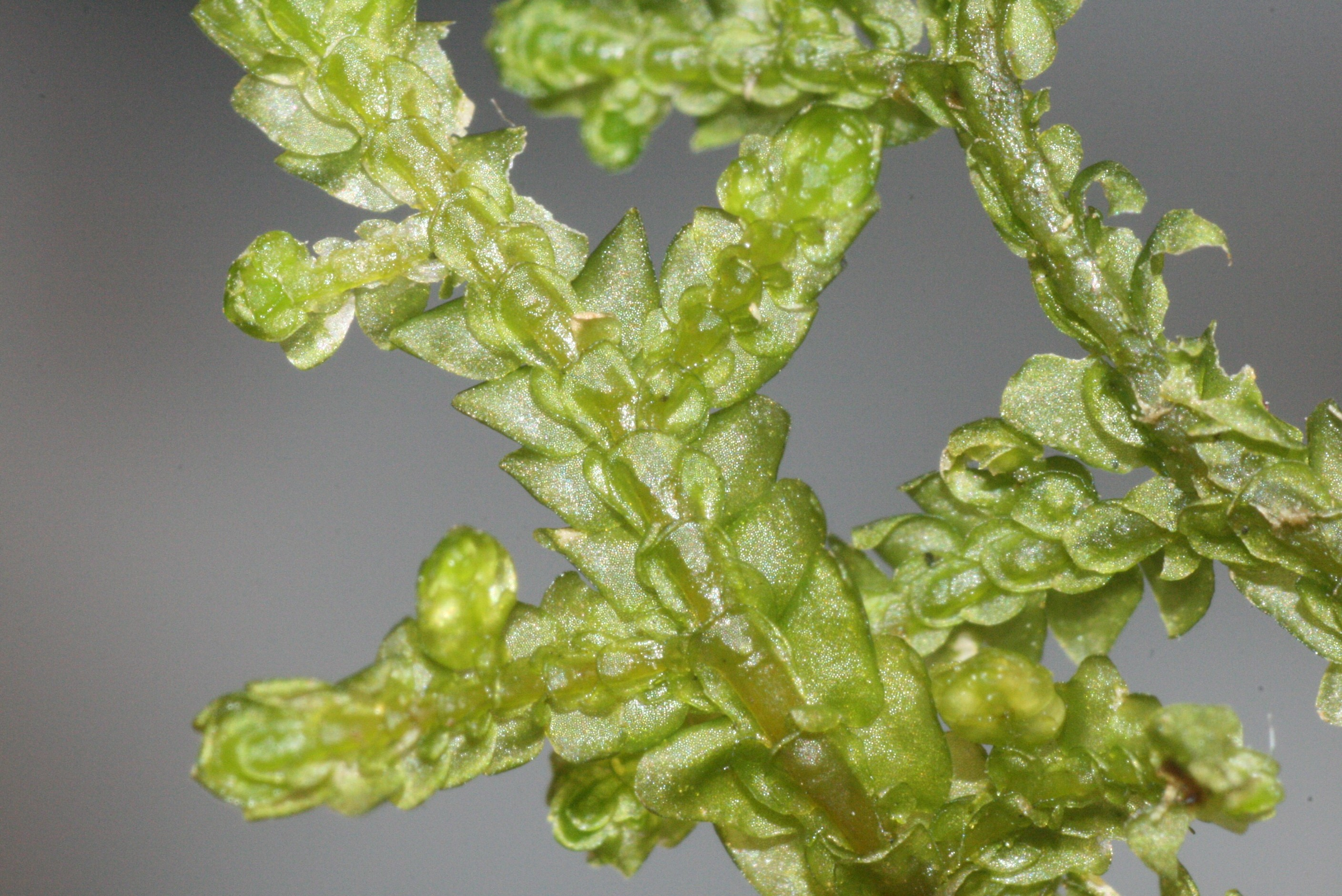
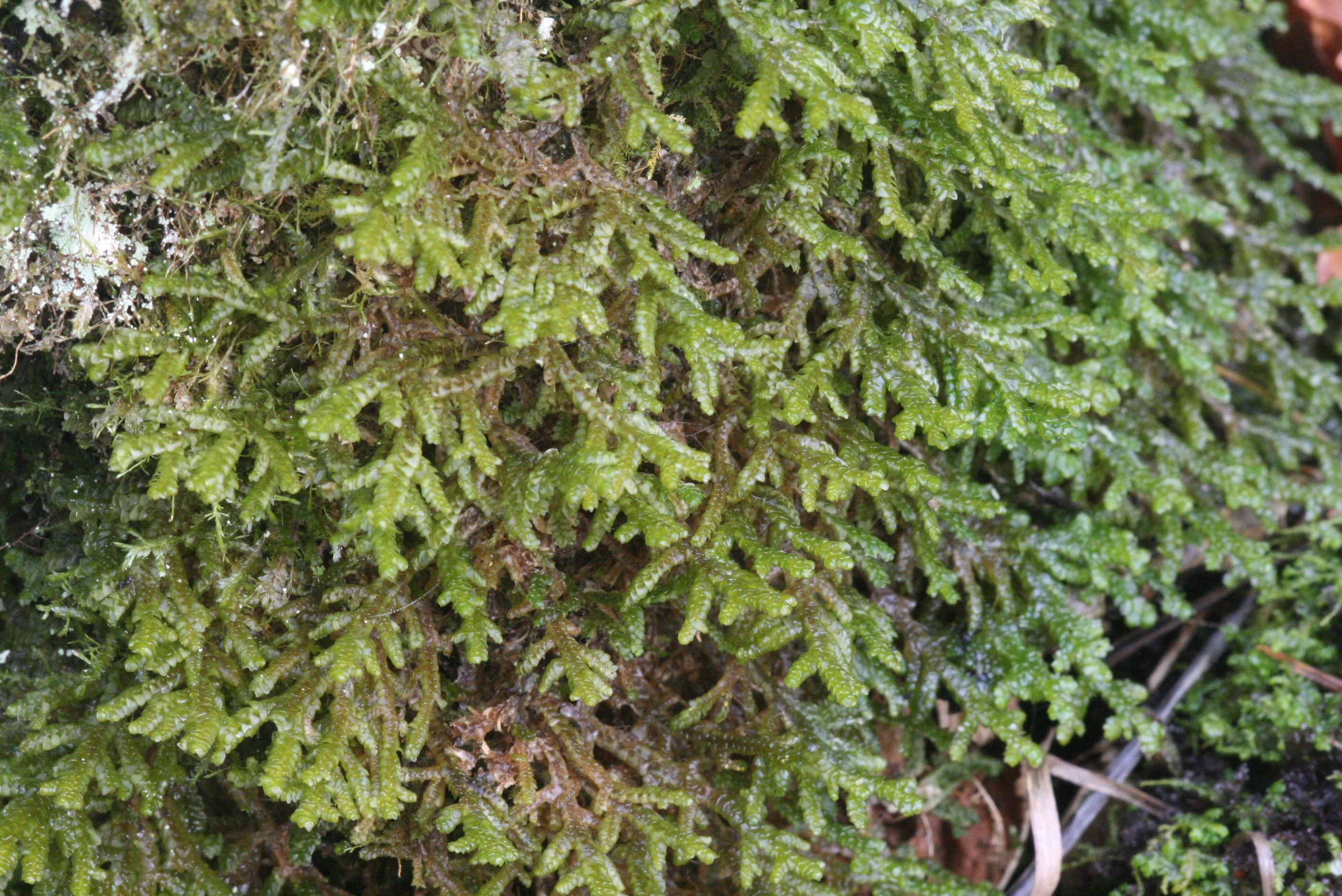
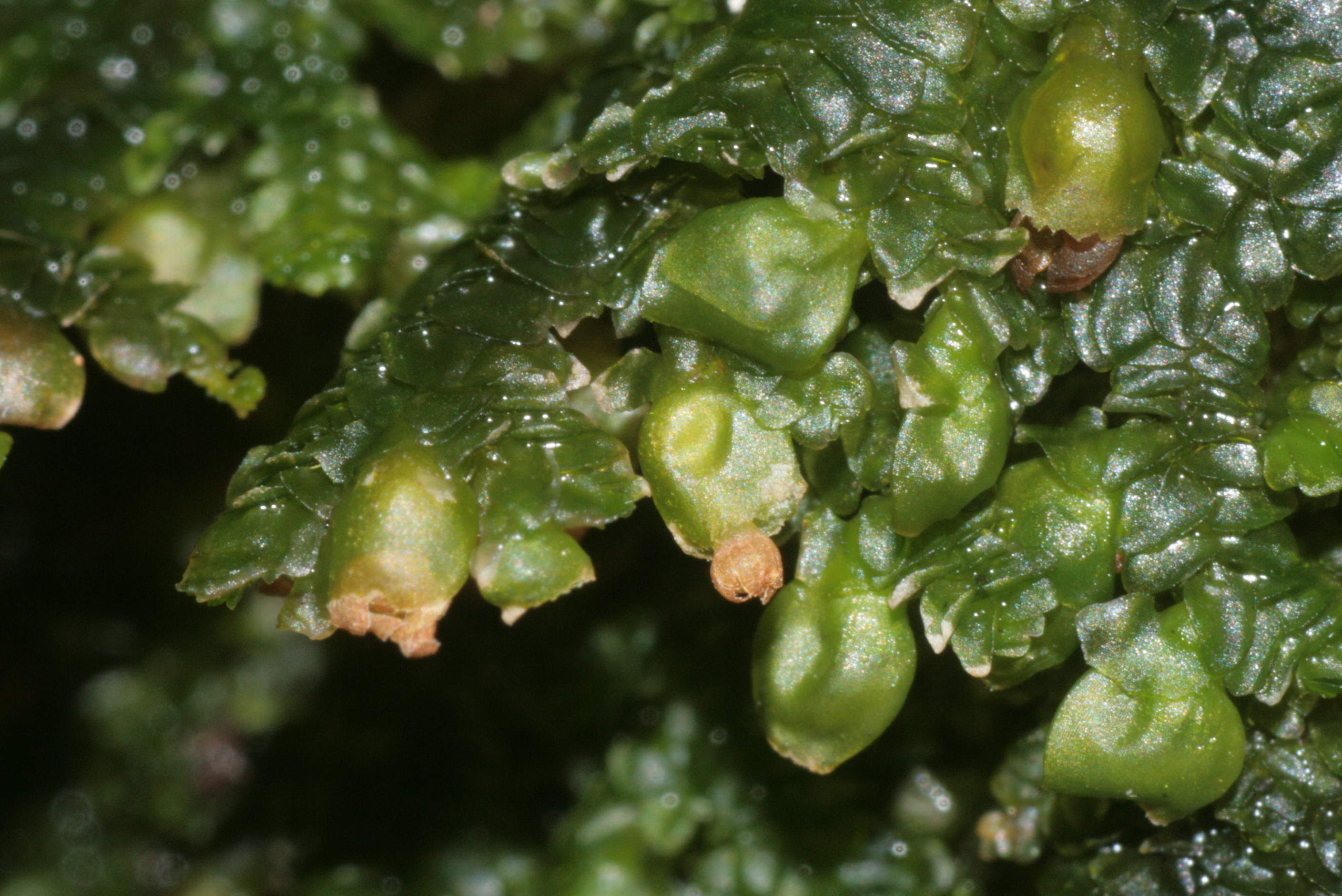
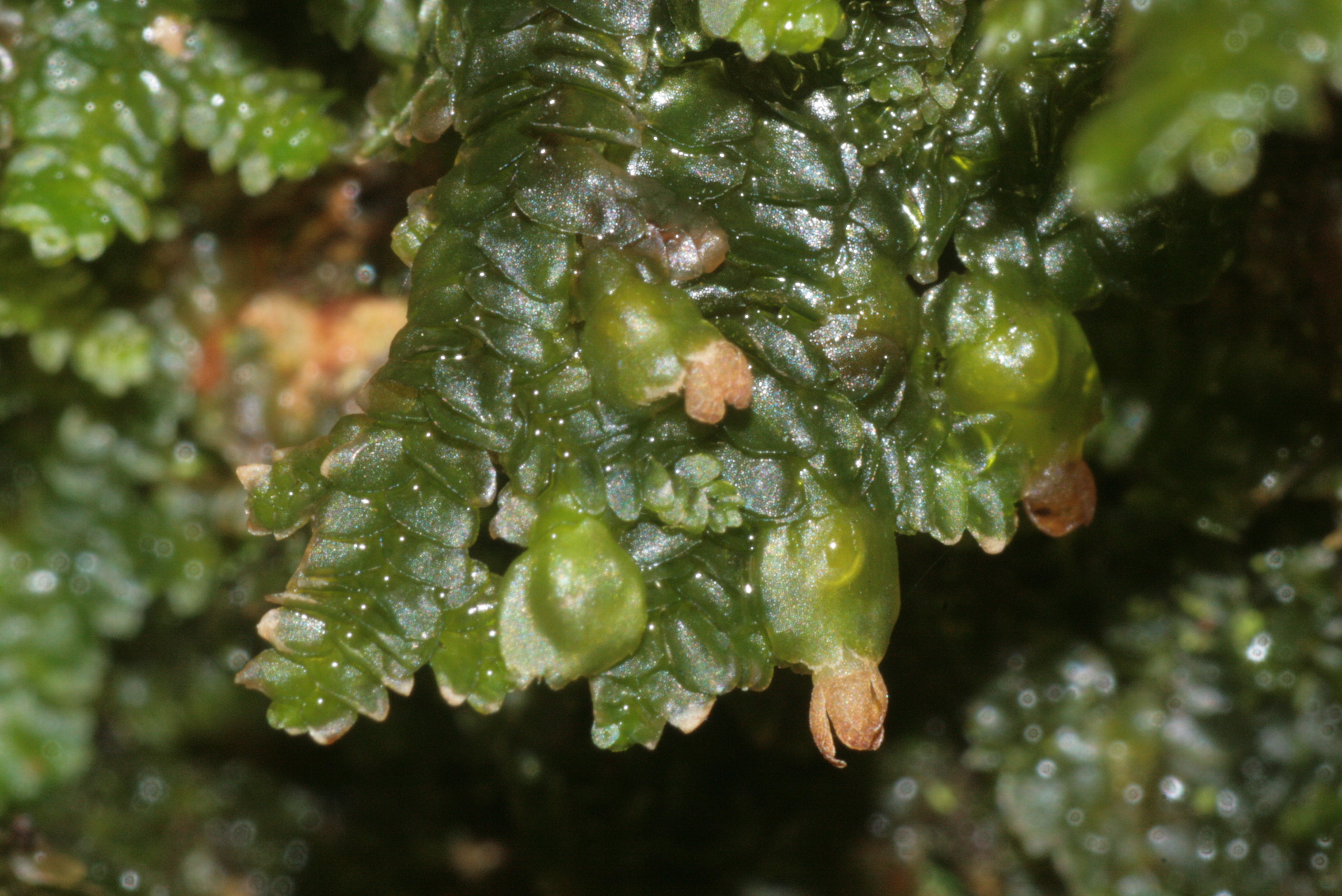